# Anastasija Wasyljewa
Anastasija Wasyljewa, ukr. Анастасія Васильєва (ur. 18 stycznia 1992 w Charkowie) – ukraińska tenisistka.
Występy na międzynarodowych kortach rozpoczęła w wieku szesnastu lat, biorąc udział w turnieju rangi ITF w Ramat ha-Szaron w 2006 roku. Wygrała tam kwalifikacje i w turnieju głównym dotarła do drugiej rundy. Pierwsze turniejowe zwycięstwo odniosła w 2009 roku, wygrywając w parze z Nicole Clerico turniej gry podwójnej w Pune, a w 2010 roku odniosła pierwszy indywidualny sukces, triumfując w zawodach w Mińsku.
W sumie wygrała dziewięć turniejów singlowych i dwadzieścia osiem deblowych rangi ITF.
Na Letniej Uniwersjadzie 2011 osiągnęła ćwierćfinały w grze pojedynczej, podwójnej i mieszanej.
W turniejach cyklu WTA Tour po raz pierwszy pojawiła się w 2008 roku w kwalifikacjach turnieju w Budapeszcie, ale odpadła w pierwszej rundzie, przegrywając z Lucie Hradecką. W styczniu 2014 roku wzięła udział w kwalifikacjach do wielkoszlemowego Australian Open. Pokonała w nich w pierwszej rundzie Maríę Irigoyen i przegrała w drugiej z Renatą Voráčovą.
W sierpniu 2014 roku osiągnęła swoją najlepszą pozycję w singlowym rankingu WTA Tour, miejsce 129.

## Wygrane turnieje rangi ITF
| turnieje z pulą nagród 100 000 $   |
| turnieje z pulą nagród 75/80 000 $ |
| turnieje z pulą nagród 50/60 000 $ |
| turnieje z pulą nagród 25 000 $    |
| turnieje z pulą nagród 15 000 $    |
| turnieje z pulą nagród 10 000 $    |

### Gra pojedyncza
|    | Data       | Turniej | ($)    | Naw.     | Finalistka          | Wynik         |
| 1. | 05/11/2010 | Mińsk   | 10 000 | dywanowa | Jewgienija Paszkowa | 6:4, 4:6, 6:3 |
| 2. | 04/12/2010 | Mandya  | 10 000 | twarda   | Luksika Kumkhum     | 6:2, 3:6, 6:2 |
| 3. | 24/03/2012 | Ałmaty  | 25 000 | twarda   | Michaela Hončová    | 6:4, 6:1      |
| 4. | 27/04/2013 | Andiżan | 10 000 | twarda   | Oksana Kalasznikowa | 6:4, 7:5      |
| 5. | 10/08/2013 | Moskwa  | 25 000 | ziemna   | Darja Mironowa      | 6:2, 6:3      |
| 6. | 07/09/2013 | Moskwa  | 25 000 | twarda   | Jewgienija Rodina   | 6:2, 6:1      |
| 7. | 31/05/2014 | Moskwa  | 25 000 | ziemna   | Witalija Djaczenko  | 7:5, 6:4      |
| 8. | 13/12/2015 | Indore  | 10 000 | twarda   | Karman Kaur Thandi  | 7:5, 2:6, 6:2 |
| 9. | 15/01/2017 | Antalya | 10 000 | ziemna   | Tayisiya Morderger  | 7:5, 6:3      |